# Eleonora av Aragonien
För andra personer med samma namn, se Eleonora av Aragonien (cypriotisk drottning) eller Eleonora av Aragonien (1358–1382).
Eleonora av Aragonien, född ca 1402, död 19 februari 1445, var en portugisisk drottning och regent, gift med Edvard I av Portugal.  Hon var regent för sin son Alfons V av Portugal under hans omyndighet 1438-1440. Hon blev avsatt som regent i förtid.

## Biografi
Eleonora var dotter till Ferdinand I av Aragonien och Eleonora av Albuquerque. 
Hon gifte sig 22 september 1428 med den senare Edvard I av Portugal. Hon var omkring tjugofem vid sitt giftermål, vilket var mycket sent för en prinsessa vid denna tid. Paret fick nio barn. Hon blev drottning när hennes make efterträdde sin far på tronen 1433. Hon var aldrig politiskt aktiv under sin makes regeringstid, vilket var en anledning till att hon sedan ifrågasattes som politiker. 
Hennes make avled 9 september 1438 och efterträddes av hennes son. Eftersom sonen var sex år gammal, utsågs hon till regent fram till hans myndighetsdag enligt makens testamente. Hennes regentskap godkändes av Cortes. Hon var impopulär som regent eftersom hon kom från Aragonien. Hennes brist på erfarenhet och det faktum att hon var gravid vid makens död (hon födde en dotter i mars 1439) försvårade ytterligare hennes kontroll. Det utbröt ett uppror i Lissabon till förmån för hennes svåger prins Peter. Upproret slogs ned med hjälp av hennes bror greve Johan av Barcelona. Konflikten kring hennes regentskap fortsatte dock. Eleonora stöddes av testamentet, adeln och greven av Barcelona, medan prins Peters anspråk stöddes av allmänheten och ärkebiskopen av Lissabon. Konflikten kring hennes regentskap drog ut på tiden i långdragna förhandlingar. 1440 utnämndes slutligen Cortes hennes svåger Peter till regent och fråntog henne hennes befogenheter. 
Eleonora ifrågasatte Cortes beslut och försökte verka för sin återinstallation som regent. Hon drabbades dock av sjukdom som försvårade hennes position. I december 1440 lämnade hon Portugal och reste till Kastilien. Hon avled i Toledo efter en lång tids sjukdom. 

## Galleri

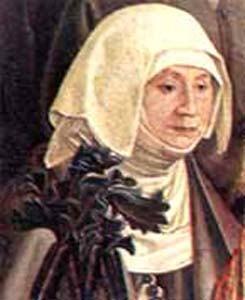
Eleonora av Aragonien